# Artaxa hannemanni
Artaxa hannemanni är en fjärilsart som beskrevs av Alexander Schintlmeister 1994. Artaxa hannemanni ingår i släktet Artaxa och familjen tofsspinnare. Inga underarter finns listade i Catalogue of Life.